# Pavel Trost
Pavel Trost (3. října 1907 Šternberk – 6. ledna 1987 Praha) byl český jazykovědec a literární vědec, profesor srovnávacího jazykozpytu a indoevropské a baltské filologie, manžel spisovatelky Heleny Šmahelové.

## Život

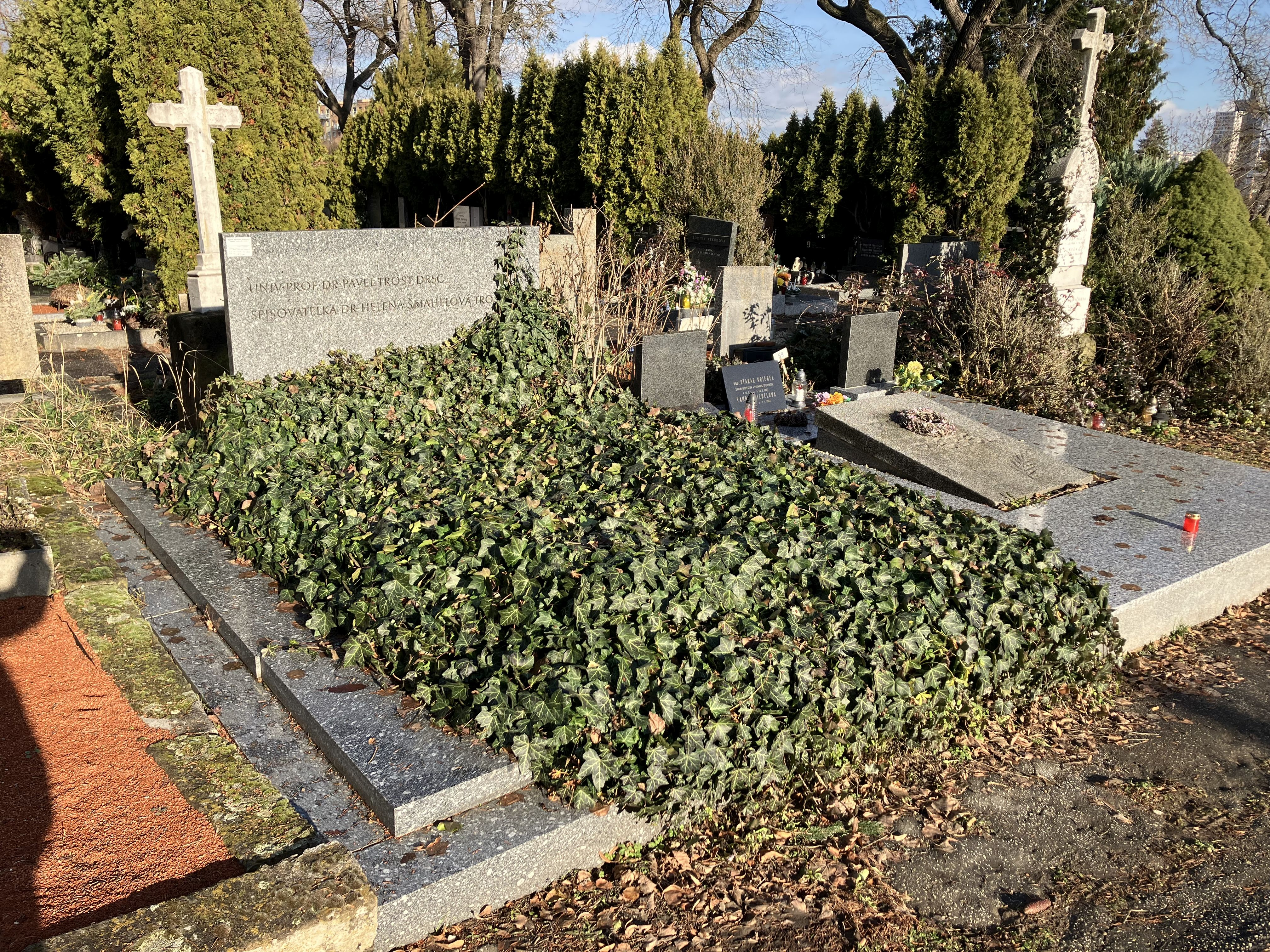
Hrob Pavla Trosta

Vystudoval na Filozofické fakultě Masarykovy univerzity v Brně u prof. Oldřicha Hujera, prof. Antonína Beera a prof. Hertvíka Jarníka. V Praze studoval u Friedricha Slottyho jazykozpyt a v roce 1933 získal doktorát (PhDr.). Stal se členem Pražského lingvistického kroužku. Jako tzv. židovský míšenec byl na konci války vězněn v Postoloprtech. Poté byl zaměstnán v Univerzitní knihovně v Brně. V letech 1948–1956 přednášel na Filozofické fakultě Univerzity Palackého v Olomouci, kde se také habilitoval (1949, docentem byl jmenován r. 1951). Roku 1956 byl povolán na Filozofickou fakultu Univerzity Karlovy v Praze, roku 1961 byl jmenován profesorem srovnávacího jazykozpytu indoevropské a baltské filologie.
Byl členem akademie v Göttingenu.
Zemřel v roce 1987 a je pohřben na Ústředním hřbitově v Brně, sk. 39/hr. 66–67. V roce 2023 byl jeho hrob zarostlý vegetací a dlouhodobě neudržován. 

## Dílo
- Studie o jazycích a literatuře, vybrané stati (1995)